# Murawjowo (mijanka)
Murawjowo (ros. Муравьёво) – mijanka i przystanek kolejowy w pobliżu miejscowości Murawjowo, w rejonie rżewskim, w obwodzie twerskim, w Rosji. Położona jest na linii Moskwa - Siebież.
Dawniej stacja kolejowa.